# XIX secolo a.C.
Il XIX secolo a.C. (diciannovesimo secolo avanti Cristo) è il secolo che inizia nell'anno 1900 a.C. e termina nell'anno 1801 a.C. incluso.

## Avvenimenti
- 1900 a.C. - Presunta fondazione della città omerica di Troia, corrispondente ai livelli Troia VI-VII del tell Troiano.
- 1813 a.C. - Terremoto nello Shandong in Cina. È il primo terremoto di cui si hanno fonti storiche.
- 1810 a.C. - Mesopotamia: Inizio del Regno Amorreo di Yamhad (fino al 1517 a.C.), noto anche come Yamkhad

## Personaggi significativi
In questo secolo sarebbe vissuto il patriarca biblico Abramo.